# Sakra (plaats)
Sakra is een bestuurslaag in het regentschap Oost-Lombok van de provincie West-Nusa Tenggara, Indonesië. Sakra telt 14.183 inwoners (volkstelling 2010).